# Jango (Website)
Jango ist ein kostenloser Musikstreaming-Dienst, auf der Benutzer eigene Radiostationen erstellen und mit anderen teilen können. User wählen einen Künstler aus, aufgrund dessen ein Radiostream erstellt wird, der ähnliche Künstler spielt. Durch Bewertung des gespielten Liedes, kann entschieden werden, ob ein Künstler mehr oder weniger oft im Stream enthalten ist. Derzeit ist die Website nur in englischer und spanischer Sprache verfügbar.
2007 wurde Jango die erste Musikstreaming-Plattform, die einen Social-Media-Aspekt bei Online-Radiostationen einführte. User können ihre Radiostreams mit anderen Jango-Nutzern teilen und sich die von anderen anhören.
Eine Besonderheit ist, dass die Website Kleinkünstlern eine Bühne gibt, indem sie ihre Musik mit in die Radiosender gegen eine Gebühr übernimmt.
Jango finanziert sich überwiegend aus Werbeeinnahmen und Gebühren, die sie von Künstlern einnehmen. Derzeit gibt es keinen Premium-Service der Website.
Gegründet wurde Jango im November 2007 von Daniel Kaufman und Chris Dowhan, die zuvor Dash.com gegründet hatten. Der Firmensitz ist in New York City.